# Pinnekjøtt

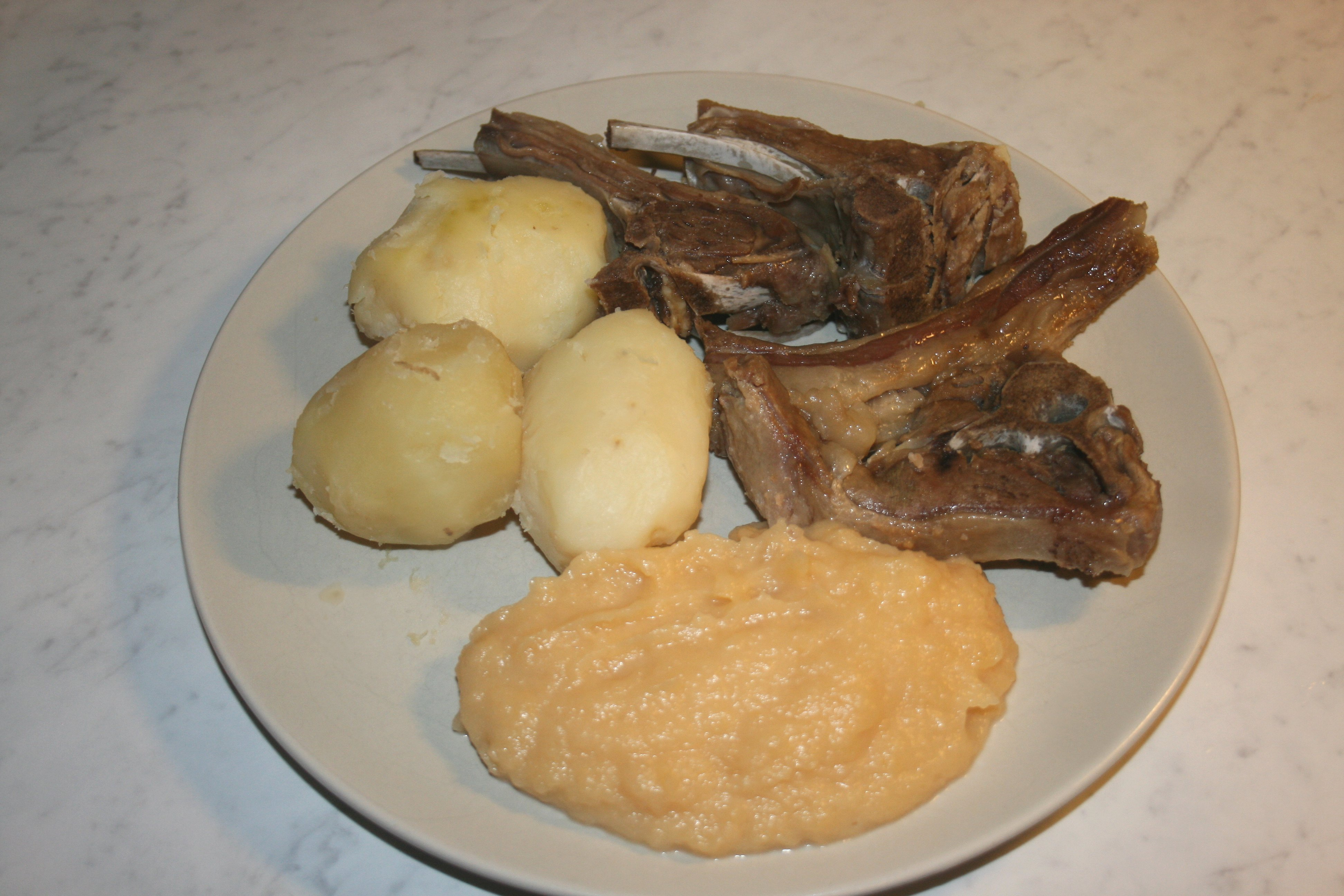
Pinnekjøtt met aardappelen en Zweedse rotmos-purée

Pinnekjøtt (letterlijk: stokjesvlees) is een traditioneel Noors vleesgerecht dat op kerstavond gegeten wordt. Pinnekjøtt wordt bijna uitsluitend gegeten in de kerstperiode, met name in delen van Noorwegen waar schapen gehouden worden: in het Westen (Vestlandet) en het Noorden. In deze streken worden in september de schapen vanuit de bergen naar het laagland gebracht en begint de slacht.
Pinnekjøtt wordt bereid van de ribben van een schaap, in de meeste gevallen van een lam. Het vlees wordt eerst gepekeld en daarna gedroogd en eventueel gerookt. Op die manier is het vlees lang houdbaar. Het pekelen en drogen neemt ongeveer 8 weken in beslag, zodat het vlees in begin december op de markt komt.
Voor de bereiding moet het gedroogde vlees eerst een dag in het water staan. Daarna moet het ongeveer 3 uur in een gesloten pan gestoomd worden. Tegenwoordig ligt het vlees dan in de pan op een metalen rooster net boven het water. Oorspronkelijk werden hiervoor op de bodem van de pan berketwijgen (“pinne”) gebruikt, vandaar de naam “pinnekjøtt”.
Pinnekjøtt wordt als avondmaaltijd traditioneel geserveerd met aardappelen en koolraappuree. In Noorwegen eet omtrent een derde van de bevolking pinnekjøtt op kerstavond en dit gerecht staat daarmee op de tweede plaats na “ribbe” (2016).